# Волхово (Новгородская область)
Волхово — железнодорожная станция (тип населённого пункта) в Чудовском районе Новгородской области России. Входит в состав Успенского сельского поселения.

## История
Соснинка, древняя Vittlage, упоминается в Новгородских актах. Здесь был «рядок» с лавками (Vitta) и таможня для ганзейских судов, идущих по Волхову в Новгород.
На конец XIX столетия в поселении было 157 дворов, и проживало до 1000 жителей обоего полу. В поселении был местный торговый центр, население занималось рыболовством. Часть домов была построена на сваях, весной их заливало.
Построена станция Николаевской железной дороги, на берегу реки Волхова — Волховская станция или Соснинка. 

## География
Находится в северо-западной части Новгородской области, в подзоне южной тайги, в пределах Приильменской низменности, при железнодорожной линии Чудово — Окуловка, на расстоянии примерно 4 километров (по прямой) к юго-востоку от Чудова, административного центра района. Абсолютная высота — 27 метров над уровнем моря.

### Климат
Климат района характеризуется как умеренно континентальный, влажный, с относительно мягкой зимой и умеренно тёплым летом. Среднегодовая многолетняя температура воздуха составляет 3,7 — 4 °С. Средняя многолетняя температура самого холодного месяца (января) составляет −8,7 °С (абсолютный минимум — −45 °C); самого тёплого месяца (июля) — 17,3 °C (абсолютный максимум — 34 °C). Вегетационный период длится 170—180 дней. Среднегодовое количество атмосферных осадков —600 мм, из которых большая часть выпадает в тёплый период. Снежный покров держится в течение 135 дней.

### Часовой пояс
Волхово, как и вся Новгородская область, находится в часовой зоне МСК (московское время). Смещение применяемого времени относительно UTC составляет +3:00.

## Население
| 2010 |
| ---- |
| 0    |